# Railhome BCN
Railhome BCN és un museu de trens en miniatura i d'objectes relacionats amb el món ferroviari, situat a Igualada, comarca de l'Anoia. És un dels museus destinats al modelisme més grans del país i va obrir les portes el mes de juliol de 2014. En un espai de més de 500 m2 s'hi exposa una maqueta ferroviària de 200 m2 a escala H0 que recrea perfils d'una ciutat centre-europea, 3000 peces de trens en miniatura, entre màquines i vagons, i objectes d'ús real com gorres de caps d'estació, plaques de fabricant, fanals, accions de companyies ferroviàries i fotografies històriques. La maqueta té forma de C, cosa que permet veure-la pels quatre costats, incloent muntanyes, turons, rius, llacs, horts, petits poblets i ports industrials, un incendi i un telefèric.

## Orígens i història del museu
Railhome BCN és un museu promogut per Antoni Rabell, el qual l'any 1974, amb només 10 anys, va visitar la maqueta de tren de l'igualadí Antoni Vives, moment en què va començar la seva passió. El següent pas va ser construir-se una maqueta d'Ibertren a escala N. En complir 18 anys va vendre la col·lecció d'Ibertren i va començar a col·leccionar trens en miniatura d'escala H0.
L'any 1997, Rabell, economista de professió, va comprar una nau al polígon industrial d'Igualada i poc després va començar a construir una maqueta de 200 m2 que li ocupà unes 10.000 hores de feina minuciosa i 15 anys de la seva vida. Durant aquest temps, adquirí formació visual i tècnica veient maquetes, principalment a Alemanya, Suïssa i Àustria. L'acte d'inauguració del museu tingué lloc el 31 de maig de 2014. El projecte culminà el 6 de juliol de 2014, data en què el museu i la maqueta obriren les portes al públic. El museu forma part dels equipaments de la Xarxa de Turisme Industrial de Catalunya. El juliol de 2014 l'associació Amics del Tren d'Igualada lliurà una placa de l'entitat al promotor del museu, Antoni Rabell, en agraïment per la tasca de difusió de l'afició al món ferroviari.
Per a un futur queda pendent l'obertura de la planta 0 del museu.